# Kernell
Kernell – obszar niemunicypalny w Kern County, w Kalifornii (Stany Zjednoczone), na wysokości 79 m.